# Sumberanyar (Banyuputih)
Sumberanyar is een bestuurslaag in het regentschap Situbondo van de provincie Oost-Java, Indonesië. Sumberanyar telt 15.726 inwoners (volkstelling 2010).